# 거울 대칭 가설
거울 대칭 가설(Mirror symmetry conjecture)은 특정 칼라비-야우 다양체와 그 다양체의 "거울 다양체"사이의 관계에 대한 추측이다. 이 추측으로 칼라비-야우 다양체 상의 유리 곡선의 수를 대수다형체(algebraic variety) 족에서 적분과 관련시킬 수 있다. 거울 대칭 가설을 다루는 몇 가지 관점이 있으며, 대표적으로 호몰로지 거울 대칭 가설과 SYZ 가설이 있다. 호몰로지 거울 대칭 가설은 호몰로지 대수학을 기반으로 삼는 반면, SYZ 추측은 더욱 기하학적인 서술이다.

## 5차 삼중체를 구성하기
처음에 거울 대칭 다양체를 구성하는 과정은 다소 엉성하였다. 본질적으로 일반 5차 삼중체 {\displaystyle X\subset \mathbb {CP} ^{4}}에 대하여 다중 특이점을 가진  1-매개변수 칼라비-야우 다양체 족 {\displaystyle X_{\psi }}이 존재해야 한다.  여기서 이 특이점들을 부풀리기 한 후 특이점을이 없어지며 뒤집힌 호지 다이아몬드를 가진 새로운 칼라비-야우 다양체 {\displaystyle X^{\vee }}가 구성된다. 특히, 다음과 같은 동형사상들이 존재한다:
{\displaystyle H^{q}(X,\Omega _{X}^{p})\cong H^{q}(X^{\vee },\Omega _{X^{\vee }}^{3-p}).}

### 복소 모듈라이
일반 5차 삼중체{\displaystyle X\subset \mathbb {P} ^{4}}이 5차  동차 다항식으로 정의됨을 기억하라. 이 다항식은 선형 다발 {\displaystyle f\in \Gamma (\mathbb {P} ^{4},{\mathcal {O}}_{\mathbb {P} ^{4}}(5))}의 global section으로도 묘사된다. 대역 단면의 선형 공간 차원은{\displaystyle \dim {\displaystyle \Gamma (\mathbb {P} ^{4},{\mathcal {O}}_{\mathbb {P} ^{4}}(5))}=126}이다. 이 다항식들은 두 가지 동등성을 가진다: 첫째, 대수적 토러스 {\displaystyle \mathbb {G} _{m}}로 스케일링하는 다항식.  둘째, 사영적 동등성은 {\displaystyle 24} 차원인 {\displaystyle \mathbb {P} ^{4}}의 자기동형군 {\displaystyle {\text{PGL}}(5)}에 의해 주어진다. {\displaystyle 126-24-1=101}이므로 이것은 기하 불변 이론을 사용하여 구성 할 수 있는 {\displaystyle 101} 차원 매개 변수 공간{\displaystyle U_{\text{smooth}}\subset \mathbb {P} (\Gamma (\mathbb {P} ^{4},{\mathcal {O}}_{\mathbb {P} ^{4}}(5)))/PGL(5)}을 준다. 집합 {\displaystyle U_{\text{smooth}}}은 {\displaystyle \mathbb {P} ^{4}}안의 매끄러운 칼라비-야우 5차 삼중체를 정의하는 다항식들의 동치류들에 해당한다. 이제 세르 쌍대성과 각 칼라비-야우 다양체에 자명한 표준 선다발 {\displaystyle \omega _{X}}이 있다는 사실을 이용하여, deformation 공간에는 다음과 같은 동형사상:{\displaystyle H^{1}(X,T_{X})\cong H^{2}(X,\Omega _{X})}과 {\displaystyle H^{3}(X)}위의 호지 구조의 {\displaystyle (2,1)} 부분을 가진다. 렙셰츠 초평면 정리를 이용하면, 유일한 자명하지 않은 코호몰로지 군은 {\displaystyle H^{3}(X)}이다. 왜냐하면 다른 것들은 {\displaystyle H^{i}(\mathbb {P} ^{4})}와 동형이기 때문이다.오일러 지표와 top 천 특성류인 오일러 특성류를 사용하면 이 군의 차원은 {\displaystyle 204}이다. 이는
{\displaystyle {\begin{aligned}\chi (X)&=-200\\&=h^{0}+h^{2}-h^{3}+h^{4}+h^{6}\\&=1+1-\dim H^{3}(X)+1+1\end{aligned}}}
이기 때문이다. 호지 구조를 이용하여 각 구성 요소의 차원을 구할 수 있다. 첫째, {\displaystyle X}가 칼라비-야우이므로, .{\displaystyle \omega _{X}\cong {\mathcal {O}}_{X}}이다. 그래서{\displaystyle H^{0}(X,\Omega _{X}^{3})\cong H^{0}(X,{\mathcal {O}}_{X})}가 호지 번호 {\displaystyle h^{0,3}=h^{3,0}=1}를 알 수 있다. 즉,{\displaystyle \dim H^{2}(X,\Omega _{X})=h^{1,2}=101}은 칼라비-야우 다양체의 모듈라이 공간의 차원이다. Bogomolev-Tian-Todorov 정리로 인해 이러한 모든 deformation들이 방해받지 않으므로 매끄러운 공간 {\displaystyle U_{\text{smooth}}}은 사실 5차 삼중체의 모듈라이 공간다. 이 구성의 요점은, 이 모듈라이 공간의 복소 매개 변수가 어떻게 거울 다양체의 켈러 매개 변수로 변환되는지 보여주는 것이다.

### 거울 다양체
Dwork 족이라 불리는 칼라비-야우 다양체 {\displaystyle X_{\psi }}들의 다양체 족은 다음과 같은 {\displaystyle {\text{Spec}}(\mathbb {C} [\psi ])}위의 사영족 {\displaystyle X_{\psi }}
{\displaystyle X_{\psi }={\text{Proj}}\left({\frac {\mathbb {C} [\psi ][x_{0},\ldots ,x_{4}]}{(x_{0}^{5}+\cdots +x_{4}^{5}-5\psi x_{0}x_{1}x_{2}x_{3}x_{4})}}\right)}

이다. 이 다양체 족의 complex deformation의 차원은 하나뿐이며 거울 다양체 {\displaystyle {\check {X}}}의 호지 다이아몬드가 다음과 같이 때문이다:
{\displaystyle \dim H^{2,1}({\check {X}})=1}.
 다양체 족{\displaystyle \{X_{\psi }\}}는 
{\displaystyle (a_{0},\ldots ,a_{4})\cdot [x_{0}:\cdots :x_{4}]=[e^{a_{0}\cdot 2\pi i/5}x_{0}:\cdots :e^{a_{4}\cdot 2\pi i/5}x_{4}]}
과 같이 작용하는 대칭군 
{\displaystyle G=\{(a_{0},\ldots ,a_{4})\in (\mathbb {Z} /5)^{5}:\sum a_{i}=0\}}
을 가지고 있다. 조건 
{\displaystyle \sum a_{i}=0}
는 {\displaystyle X_{\psi }}의 사영성 때문에 들어가있다. 연관된 몫 variety {\displaystyle X_{\psi }/G}는 {\displaystyle 100}개의 특이점을 부풀리기 해서 주어지는 crepant resolution
{\displaystyle {\check {X}}\to X_{\psi }/G}
를 가지고 있고 이를 통해 새로운 칼라비-야우 다양체 {\displaystyle {\check {X}}}를 얻는다.

## 같이 보기
- Cotangent complex
- Homotopy associative algebra
- Kuranishi structure
- 거울 대칭 (끈 이론)

## 참고 문헌
1. 1 2  Auroux, Dennis. “The Quintic 3-fold and Its Mirror” (PDF).
2. ↑  for example, as a set, a Calabi-Yau manifold is the subset of complex projective space{\displaystyle \{[x_{0}:x_{1}:x_{2}:x_{3}:x_{4}]\in \mathbb {CP} ^{4}:x_{0}^{5}+x_{1}^{5}+x_{2}^{5}+x_{3}^{5}+x_{4}^{5}=0\}}
3. ↑  Candelas, Philip; De La Ossa, Xenia C.; Green, Paul S.; Parkes, Linda (1991년 7월 29일). “A pair of Calabi-Yau manifolds as an exactly soluble superconformal theory”. 《Nuclear Physics B》 (영어) 359 (1): 21–74. Bibcode:1991NuPhB.359...21C. doi:10.1016/0550-3213(91)90292-6. ISSN 0550-3213.
4. 1 2  Morrison, David R. (1993). “Mirror symmetry and rational curves on quintic threefolds: a guide for mathematicians”. 《J. Amer. Math. Soc.》 6: 223–247. arXiv:alg-geom/9202004. doi:10.1090/S0894-0347-1993-1179538-2.
5. ↑  Which can be thought of as the {\displaystyle \mathbb {C} ^{*}}-action on {\displaystyle \mathbb {C} ^{5}-\{0\}} constructing the complex projective space {\displaystyle \mathbb {CP} ^{4}}
6. ↑  More generally, such moduli spaces are constructed using projective equivalence of schemes in a fixed projective space on a fixed Hilbert scheme

### 책 / 노트
- Mirror Symmetry 클레이 수학연구소 eBook
- Mirror Symmetry and Algebraic Geometry -Cox, Katz
- On the work of Givental relative to mirror symmetry

### 초창기 증명들
- Equivariant Gromov-Witten Invariants- projective complete intersections에 대한 Givental의 원래 증명
- The mirror formula for quintic threefolds
- Rational curves on hypersurfaces (after A. Givental) -Givental의 증명에 대한 설명
- Mirror Principle I -Lian, Liu, Yau의 증명은 Givental의 증명에서 미완인 부분을 완성한다. 이 증명에는 당시 알려지지 않은 플뢰어 호몰로지에 대한 이론이 필요했다.
- Dual Polyhedra and Mirror Symmetry for Calabi-Yau Hypersurfaces in Toric Varieties - 칼라비-야우 다양체에 대한 최초의 일반적인 mirror variety 구성

### 연구
- Mirror symmetry: from categories to curve counts -호몰로지 거울 대칭과 고전적 거울 대칭 간의 관계
- Intrinsic mirror symmetry and punctured Gromov-Witten invariants

### 호몰로지 거울 대칭
- Categorical Mirror Symmetry: The Elliptic Curve
- An Introduction to Homological Mirror Symmetry and the Case of Elliptic Curves
- Homological mirror symmetry for the genus two curve
- Homological mirror symmetry for the quintic 3-fold
- Homological Mirror Symmetry for Calabi-Yau hypersurfaces in projective space
- Speculations on homological mirror symmetry for hypersurfaces in {\displaystyle (\mathbb {C} ^{*})^{n}}